# Unterseeboot 355
Le Unterseeboot 355 (ou U-355) est un sous-marin allemand (U-Boot) de type VII.C utilisé par la Kriegsmarine (marine de guerre allemande) pendant la Seconde Guerre mondiale.

## Construction
L'U-355 est un sous-marin océanique de type VII C. Construit dans les chantiers de Flensburger Schiffbau-Gesellschaft à Flensbourg, la quille du U-355 est posée le 4 mai 1940 et il est lancé le 5 juillet 1941. L'U-355 entre en service cinq mois et demi plus tard.

## Historique
Mis en service le 28 octobre 1941, l'Unterseeboot 355 et son équipage effectuent leur formation à Kiel au sein de la 5. Unterseebootsflottille jusqu'au 30 juin 1942, puis l'U-355 rejoint son unité de combat dans la 11. Unterseebootsflottille à Bergen.
L'Unterseeboot 355 effectue neuf patrouilles, toutes sous les ordres du Kapitänleutnant, puis korvettenkapitän Günter La Baume dans lesquelles il coule un navire marchand ennemi de 5 082 tonneaux au cours de ses 251 jours en mer.
Pour préparer sa première patrouille, l'U-355 appareille de Kiel le 1er juin 1942 et arrive sux jours plus tard, le 6 juin 1942, à Skjomenfjord en Norvège.
Dix jours plus tard, le 16 juin 1942, il reprend la mer pour sa première patrouille. Après 27 jours en mer et un navire marchand coulé de 5 082 tonneaux, il atteint le 12 juillet 1942 le port de Narvik.
Au cours de sa quatrième patrouille, parti de Narvikle 17 mars 1943, le Kapitänleutnant Günter La Baume est promu le 1er avril 1943 au grade de Korvettenkapitän. L'U-355 arrive à Hammerfest le 17 avril 1943 après 32 jours en mer.
Pour sa neuvième et ultime patrouille, l'U-355 quitte le port de Narvik le 25 mars 1944. Après onze jours en mer, l'U-355 est porté disparu sans explication le 4 avril 1944 dans l'océan Arctique à la position géographique approximative de 73° 03′ N, 13° 10′ E tandis qu'il poursuivait le convoi JW-58 (en). 
Les cinquante-deux membres d'équipage meurent dans ce naufrage inexpliqué.

## Affectations
- 5. Unterseebootsflottille à Kiel du 29 octobre 1941 au 30 juin 1942 (entrainement).
- 11. Unterseebootsflottille à Bergen du 1er juillet 1942 au 4 avril 1944 (service actif).

## Commandements
- Kapitänleutnant, puis korvettenkapitän Günter La Baume du 29 octobre 1941 au 4 avril 1944

## Patrouilles
|       | Commandant              | Départ           | Départ       | Arrivée          | Arrivée      | Jours     | Succès  |
| ----- | ----------------------- | ---------------- | ------------ | ---------------- | ------------ | --------- | ------- |
|       | Kptlt. Günter La Baume  | 1er juin 1942    | Kiel         | 6 juin 1942      | Skjomenfjord | 6 jours   |         |
| 1     | Kptlt. Günter La Baume  | 16 juin 1942     | Skjomenfjord | 12 juillet 1942  | Narvik       | 27 jours  | 5 082   |
| 2     | Kptlt. Günter La Baume  | 25 juillet 1942  | Narvik       | 24 août 1942     | Narvik       | 31 jours  |         |
|       | Kptlt. Günter La Baume  | 26 août 1942     | Narvik       | 29 août 1942     | Bergen       | 4 jours   |         |
|       | Kptlt. Günter La Baume  | 6 octobre 1942   | Bergen       | 9 octobre 1942   | Trondheim    | 4 jours   |         |
|       | Kptlt. Günter La Baume  | 11 novembre 1942 | Trondheim    | 13 novembre 1942 | Bergen       | 3 jours   |         |
|       | Kptlt. Günter La Baume  | 26 janvier 1943  | Bergen       | 29 janvier 1943  | Narvik       | 4 jours   |         |
| 3     | Kptlt. Günter La Baume  | 2 février 1943   | Narvik       | 6 mars 1943      | Narvik       | 33 jours  |         |
| 4     | Kptlt. Günter La Baume  | 17 mars 1943     | Narvik       | 17 avril 1943    | Hammerfest   | 32 jours  |         |
|       | KrvKpt. Günter La Baume | 27 avril 1943    | Hammerfest   | 29 avril 1943    | Trondheim    | 3 jours   |         |
| 5     | KrvKpt. Günter La Baume | 6 juillet 1943   | Trondheim    | 5 août 1943      | Narvik       | 31 jours  |         |
| 6     | KrvKpt. Günter La Baume | 16 août 1943     | Narvik       | 5 septembre 1943 | Hammerfest   | 21 jours  |         |
| 7     | KrvKpt. Günter La Baume | 6 septembre 1943 | Hammerfest   | 9 septembre 1943 | Hammerfest   | 4 jours   |         |
| 8     | KrvKpt. Günter La Baume | 2 octobre 1943   | Hammerfest   | 25 octobre 1943  | Hammerfest   | 24 jours  |         |
|       | KrvKpt. Günter La Baume | 27 octobre 1943  | Hammerfest   | 28 octobre 1943  | Narvik       | 2 jours   |         |
|       | KrvKpt. Günter La Baume | 31 octobre 1943  | Narvik       | 2 novembre 1943  | Trondheim    | 3 jours   |         |
|       | KrvKpt. Günter La Baume | 14 novembre 1943 | Trondheim    | 7 novembre 1943  | Bergen       | 4 jours   |         |
|       | KrvKpt. Günter La Baume | 20 mars 1944     | Bergen       | 23 mars 1944     | Narvik       | 4 jours   |         |
| 9     | KrvKpt. Günter La Baume | 25 mars 1944     | Narvik       | 4 avril 1944     | Coulé        | 11 jours  |         |
| Total | Total                   | Total            | Total        | Total            | Total        | 251 jours | 5 082 t |

Note : Kptlt. = Kapitänleutnant - KrvKpt.= Korvettenkapitän

### Opérations Wolfpack
L'U-355 a opéré avec les Wolfpacks (meute de loups) durant sa carrière opérationnelle:
1. Eisteufel (21 juin 1942 - 9 juillet 1942)
2. Nebelkönig (27 juillet 1942 - 14 août 1942)
3. Eisbär (27 mars 1943 - 15 avril 1943)
4. Monsun (19 octobre 1943 - 21 octobre 1943)
5. Blitz (26 mars 1944 - 4 avril 1944)

## Navires coulés
L'Unterseeboot 355 a coulé un navire marchand ennemi de 5 082 tonneaux au cours des neuf patrouilles (214 jours en mer) qu'il effectua.
| Date           | Nom du navire | Nationalité | Tonnage | Convoi | Fait  |
| -------------- | ------------- | ----------- | ------- | ------ | ----- |
| 7 juillet 1942 | Hartlebury    | Royaume-Uni | 5 082   | PQ-17  | Coulé |

### Source et bibliographie
- (en) Cet article est partiellement ou en totalité issu de l’article de Wikipédia en anglais intitulé « German submarine U-355 » (voir la liste des auteurs).
- Chris Bishop, historien militaire (trad. de l'anglais par Christian Muguet), Les sous-marins de la Kriegsmarine : 1939-1945 : le guide d'identification des sous-marins [« The spellmount submarine identification guide : Kriegsmarine U-boats 1939-1945 »], Paris, Éd. de Lodi, 2008, 192 p. (ISBN 978-2-84690-327-1, OCLC 470721805, BNF 41298980)